# Klaus Herzog (Politiker, 1951)

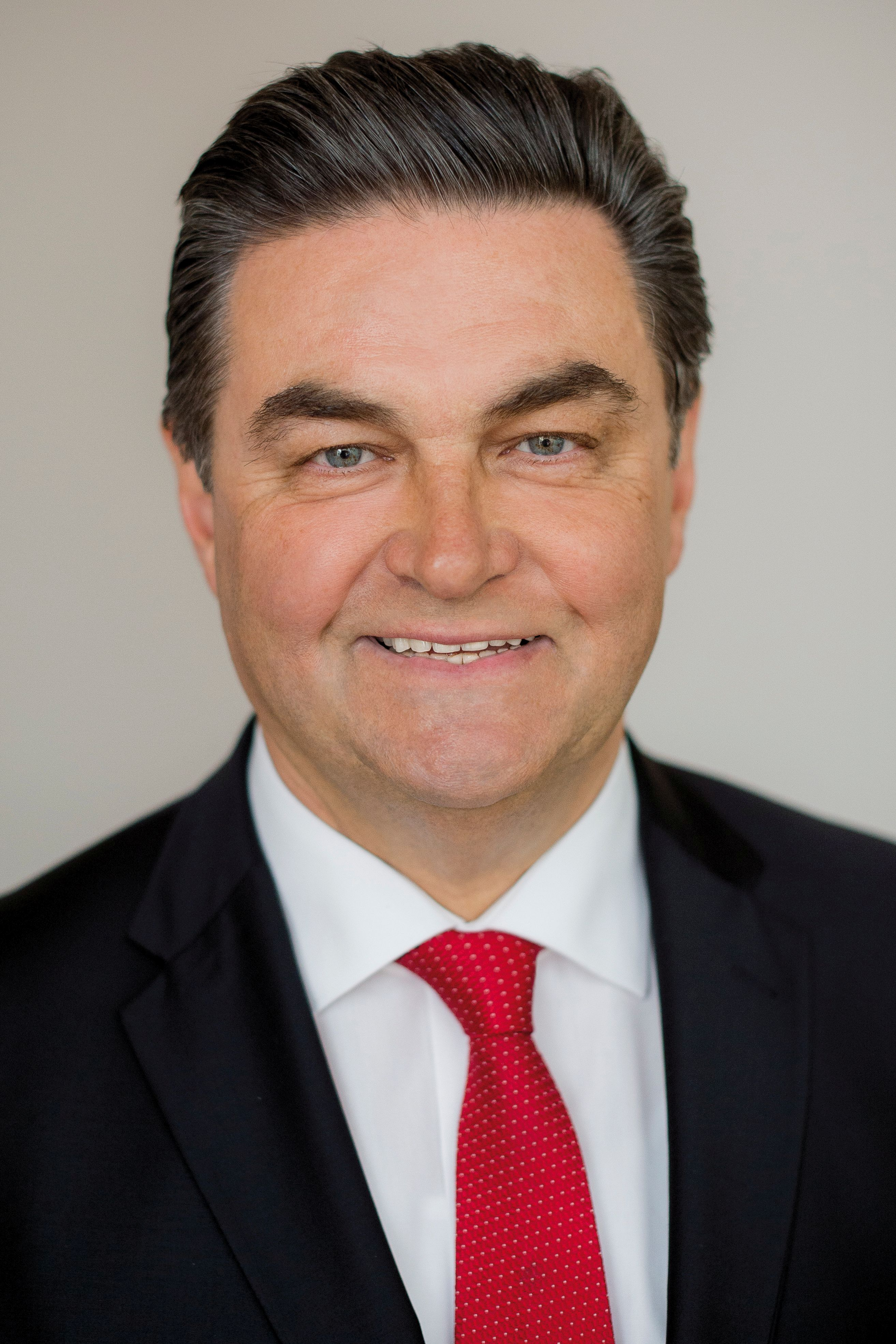
Klaus Herzog (2017)

Klaus Herzog (* 29. März 1951 in Obernau am Main, heute Stadtteil von Aschaffenburg) ist ein deutscher Lokalpolitiker. Er ist Mitglied der SPD und war von 2000 bis 2020 Oberbürgermeister der Stadt Aschaffenburg im Regierungsbezirk Unterfranken des Freistaats Bayern.

## Biographie
Klaus Herzog studierte Germanistik und politische Wissenschaften an der Johann Wolfgang Goethe-Universität Frankfurt und war 20 Jahre als Gymnasiallehrer an der Ludwig-Geissler-Schule in Hanau tätig. Berufsbegleitend betrieb er Forschungsarbeiten zum Thema „Verwaltungsmodernisierung“ und arbeitet seit 1996 an einer Dissertation zum Thema „Budgetierung“.
Seit dem Jahre 2000 war Herzog als Nachfolger von Willi Reiland (ebenfalls SPD) Oberbürgermeister der Stadt Aschaffenburg.
Klaus Herzog wurde am 12. März 2006 mit einer Mehrheit von 89,69 % bei einer Wahlbeteiligung von 37,9 % erneut zum Oberbürgermeister gewählt. Zuvor war er mit 100 Prozent der Delegiertenstimmen von seiner Partei zum Bürgermeisterkandidaten für die Kommunalwahl nominiert worden. Eineinhalb Wochen später hatte die CSU auf die Aufstellung eines Gegenkandidaten verzichtet.
Zur Oberbürgermeisterwahl am 11. März 2012 wurde er im Juli 2011 erneut von der SPD nominiert. Diesmal stellte die CSU mit Winfried Bausback einen Gegenkandidaten auf. Klaus Herzog gewann die Wahl mit 82,0 % der Stimmen. Die Besonderheit dieser Amtszeit war, dass sie um zwei auf acht Jahre verlängert wurde, um Oberbürgermeister- und Stadtratswahlen in Aschaffenburg wieder auf einen gemeinsamen und bayernweit einheitlichen Kommunalwahltermin zu legen. Bisher waren die Wahlen um zwei Jahre zeitversetzt. Die nächste Wahl 2020 war dann eine gemeinsame Oberbürgermeister- und Stadtratswahl. Herzog durfte aus Altersgründen nicht mehr als Oberbürgermeister antreten. Stattdessen kandidierte er für den Stadtrat von Aschaffenburg und wurde in diesen gewählt. Sein Amt als Oberbürgermeister legte er zum 1. Mai 2020 nieder. Sein Nachfolger ist der bisherige Bürgermeister Jürgen Herzing (ebenfalls SPD).

## Oberbürgermeister
In der Amtszeit von Klaus Herzog erfolgten 2002 die Wiedereröffnung des Schienenhaltepunktes Obernau, 2007 die Verkehrsübergabe des Schienenhaltepunktes Hochschule, 2008 die Verbreiterung der Autobahn A3 auf sechs und der Ebertbrücke auf vier Fahrstreifen sowie die Verkehrsübergabe des Regionalen Busbahnhofs, 2011 die Fertigstellung des neuen Bahnhofsgebäudes und des Neubaus der Fachoberschule und Berufsoberschule (FOS/BOS) sowie die Verkehrsübergabe der neuen Trasse der Staatsstraße 2309 im Stadtteil Obernau, 2012 die Freigabe der Fußgängerunterführung Damm/Innenstadt und 2017 die Fertigstellung der innerstädtischen Ringstraße.